# Frontera entre França i el Regne Unit i els territoris britànics d'ultramar
La frontera entre França i el Regne Unit així com alguns Territoris Britànics d'Ultramar és la frontera entre les metròpolis dels dos estats, membres de la Unió Europea i integrats a l'Espai Schengen, i els seus territoris d'ultramar. La frontera subterrània a l'Eurotúnel, que es defineix com el Tractat de Canterbury, és l'únic que no és una frontera marítima.

## General
A Europa, la frontera entre els dos països es troba a la mar del Nord, el Canal de la Mànega i l'oceà Atlàntic.
A les Índies Occidentals, els acords separen les Zones Econòmiques Exclusivess:
- Entre l'illa de Montserrat (dependència del Regne Unit) i l'arxipèlag francès de Guadalupe;
- Entre Anguilla (Regne Unit), d'una banda, i Saint-Barthélemy i Saint-Martin (franceses) d'altra banda.

Al Oceà Pacífic, la zona econòmica exclusiva de la Polinèsia Francesa està limitada a l'est per la de Pitcairn.

## Delimitació

### Europa
A Europa, la frontera marítima entre la França metropolitana i Regne Unit (així com les Illes Anglonormandes) s'estén entre els dos països en l'oceà Atlàntic, el Canal de la Mànega i el Mar del Nord. Està definit per diversos tractats i arbitratges internacionals.
A l'oest del meridià de longitud 0° 30' oest, el límit s'estableix en la isòbata 1.000 m per dos arbitratges 30 juny de 1977 i 14 de març de 1978.
1. 50° 07′ 29″ N, 00° 30′ 00″ O / 50.12472°N,0.50000°O (punt A)
2. 50° 08′ 27″ N, 01° 00′ 00″ O / 50.14083°N,1.00000°O (punt B)
3. 50° 09′ 15″ N, 01° 30′ 00″ O / 50.15417°N,1.50000°O (punt C)
4. 50° 09′ 14″ N, 02° 03′ 26″ O / 50.15389°N,2.05722°O (punt D)
5. 49° 57′ 50″ N, 02° 48′ 24″ O / 49.96389°N,2.80667°O (punt D1)
6. 49° 46′ 30″ N, 02° 56′ 30″ O / 49.77500°N,2.94167°O (punt D2)
7. 49° 38′ 30″ N, 03° 21′ 00″ O / 49.64167°N,3.35000°O (punt D3)
8. 49° 33′ 12″ N, 03° 34′ 50″ O / 49.55333°N,3.58056°O (punt D4)
9. 49° 32′ 42″ N, 03° 42′ 44″ O / 49.54500°N,3.71222°O (punt E)
10. 49° 32′ 08″ N, 03° 55′ 47″ O / 49.53556°N,3.92972°O (punt F)
11. 49° 27′ 40″ N, 04° 17′ 54″ O / 49.46111°N,4.29833°O (punt F1)
12. 49° 27′ 23″ N, 04° 21′ 46″ O / 49.45639°N,4.36278°O (punt G)
13. 49° 23′ 14″ N, 04° 32′ 39″ O / 49.38722°N,4.54417°O (punt H)
14. 49° 14′ 28″ N, 05° 11′ 00″ O / 49.24111°N,5.18333°O (punt I)
15. 49° 13′ 22″ N, 05° 18′ 00″ O / 49.22278°N,5.30000°O (punt J)
16. 49° 13′ 00″ N, 05° 20′ 40″ O / 49.21667°N,5.34444°O (punt K)
17. 49° 12′ 10″ N, 05° 40′ 30″ O / 49.20278°N,5.67500°O (punt L)
18. 49° 12′ 00″ N, 05° 41′ 30″ O / 49.20000°N,5.69167°O (punt M)
19. 48° 06′ 00″ N, 09° 36′ 30″ O / 48.10000°N,9.60833°O (punt N)

A l'est d'aquest meridià, dos successius tractats van especificar 14 segments, definits per 15 punts. Els 14 punts occidentals van ser explicitatss per un tractat signat a Londres el 24 de juny de 1982. El punt 15 correspon al trifini entre Bèlgica, França i Regne Unit i ha estat definida pel tractat signat a Londres el 23 de juliol de 1991. Aquest últim tractat també va corregir les coordenades dels punts 13 i 14 del tractat anterior. En aquesta part el límit es defineix de la manera següent:
1. 50° 07′ 29″ N, 00° 30′ 00″ O / 50.12472°N,0.50000°O
2. 50° 13′ 13″ N, 00° 15′ 30″ O / 50.22028°N,0.25833°O
3. 50° 14′ 12″ N, 00° 02′ 14″ E / 50.23667°N,0.03722°E
4. 50° 19′ 41″ N, 00° 36′ 12″ E / 50.32806°N,0.60333°E
5. 50° 23′ 22″ N, 00° 46′ 39″ E / 50.38944°N,0.77750°E
6. 50° 38′ 38″ N, 01° 07′ 26″ E / 50.64389°N,1.12389°E
7. 50° 47′ 50″ N, 01° 15′ 28″ E / 50.79722°N,1.25778°E
8. 50° 53′ 47″ N, 01° 16′ 58″ E / 50.89639°N,1.28278°E
9. 50° 57′ 00″ N, 01° 21′ 25″ E / 50.95000°N,1.35694°E
10. 51° 02′ 19″ N, 01° 32′ 53″ E / 51.03861°N,1.54806°E
11. 51° 05′ 58″ N, 01° 43′ 31″ E / 51.09944°N,1.72528°E
12. 51° 14′ 27″ N, 01° 57′ 18″ E / 51.24083°N,1.95500°E
13. 51° 20′ 11″ N, 02° 02′ 18″ E / 51.33639°N,2.03833°E
14. 51° 30′ 14″ N, 02° 07′ 18″ E / 51.50389°N,2.12167°E
15. 51° 33′ 28″ N, 02° 14′ 18″ E / 51.55778°N,2.23833°E

A més, l'article 3 del Tractat de Canterbury, signat entre els dos països el 12 de febrer de 1986, defineix una frontera subterrània en l'Eurotúnel, que consisteix en la projecció vertical del límit marítim definit en l'acord del 24 de juny de 1982. No obstant això, el Tractat de Le Touquet de 2003 fixa el control del pas d'aquesta frontera a Calais.

### Antilles

A les Antilles, els límits marítims entre territoris britànics i francesos estan definits per dos tractats signats a Londres el 27 de juny de 1996 i vigents a partir del 15 de gener de 1997 després de la seva ratificació per ambdós estats.

#### Anguilla - Saint-Martin / Saint-Barthélémy
El primer d'aquests dos tractats que defineixen la frontera entre el territori britànic d'Anguilla i les col·lectivitats franceses de Saint-Martin i Saint-Barthélemy. Es tracta d'una línia equidistant simplificada que s'estén d'oest a est des del trifini amb les Antilles Holandeses fins al trifini amb Antigua i Barbuda. Aquesta línia està formada per set segments, definits per vuit punts:
1. 17° 57′ 35″ N, 63° 36′ 57″ O / 17.95972°N,63.61583°O
2. 18° 02′ 03″ N, 63° 28′ 26″ O / 18.03417°N,63.47389°O
3. 18° 05′ 53″ N, 63° 12′ 34″ O / 18.09806°N,63.20944°O
4. 18° 10′ 51″ N, 62° 56′ 55″ O / 18.18083°N,62.94861°O
5. 18° 11′ 25″ N, 62° 52′ 35″ O / 18.19028°N,62.87639°O
6. 18° 09′ 21″ N, 62° 44′ 22″ O / 18.15583°N,62.73944°O
7. 18° 13′ 19″ N, 62° 29′ 46″ O / 18.22194°N,62.49611°O
8. 18° 18′ 29″ N, 62° 13′ 59″ O / 18.30806°N,62.23306°O

#### Guadeloupe - Montserrat
El segon tractat que defineix la frontera entre el territori britànic de l'illa de Montserrat i el departament francès de Guadalupe. Un cop més, es tracta d'una línia equidistant simplificada que s'estén d'oest a est des des del trifini amb Veneçuela fins al trifini amb Antigua i Barbuda. Aquesta línia consta de quatre segments, definits per cinc punts:
1. 15° 50′ 31″ N, 62° 48′ 50″ O / 15.84194°N,62.81389°O
2. 15° 56′ 54″ N, 62° 38′ 58″ O / 15.94833°N,62.64944°O
3. 16° 07′ 41″ N, 62° 24′ 19″ O / 16.12806°N,62.40528°O
4. 16° 25′ 52″ N, 62° 03′ 10″ O / 16.43111°N,62.05278°O
5. 16° 39′ 28″ N, 61° 51′ 04″ O / 16.65778°N,61.85111°O

### Oceà Pacífic

A l'oceà Pacífic, els límits de Zona Econòmica Exclusiva entre Tuamotu (Polinèsia Francesa) i Pitcairn estan delimitats pel Tractat signat a París el 25 d'octubre de 1983. Defineix una frontera generalment nord-sud formada per cinc segments caracteritzats per sis punts: 
- V1 : 26° 34′ 05″ S, 133° 25′ 29″ O / 26.56806°S,133.42472°O
- V2 : 25° 40′ 40″ S, 132° 59′ 32″ O / 25.67778°S,132.99222°O
- V3 : 24° 04′ 08″ S, 132° 41′ 11″ O / 24.06889°S,132.68639°O
- V4 : 22° 22′ 55″ S, 132° 23′ 23″ O / 22.38194°S,132.38972°O
- V5 : 21° 03′ 05″ S, 132° 08′ 37″ O / 21.05139°S,132.14361°O
- V6 : 20° 45′ 54″ S, 131° 58′ 43″ O / 20.76500°S,131.97861°O